# Шауманн, Иоганн Христиан Готтлиб
Иоганн Христиан Готтлиб Шауманн (8 февраля 1768, Хусум, Шлезвиг — 1821, Франкфурт-на-Майне; датой смерти на могиле указано 31 февраля 1821 года) — германский философ.

## Биография
Родился в семье священника Петера Шауманна. Был учителем в королевской гимназии в Галле, затем приват-доцентом при университете в этом городе. С 1794 года занимал должность профессора философии в Гиссенском университете, с 1805 года был ректором этого заведения. Как философ был сначала приверженцем философии Канта, затем сторонником взглядов Фихте.

## Научные работы
Главные работы: «Ueber die transcendentale Aesthetik» (1789); «Psyche oder Unterhaltungen über die Seele» (1791); «Wissenschaftliches Naturrecht» (1792); «Ideen zu einer Criminalpsychologie» (1792); «Elementen der allgemeinen Logik und kurzer Abriss der Metaphysik» (1795); «Versuch eines neuen Systems des natürlichen Rechts» (1796); «Erklärung über Fichte’s Appellation und über die Anklagen gegen die Philosophie» (1799).